# الدار (فرع العدين)

تعديل مصدري - تعديل

الدار محلة تابعة لقرية وادي الحصن، التابعة لعزلة العاقبة بمديرية فرع العدين إحدى مديريات محافظة إب في الجمهورية اليمنية، بلغ تعداد سكانها 59 حسب تعداد اليمن لعام 2004.